# 1476 en santé et médecine
| Années de la santé et de la médecine : 1473 - 1474 - 1475 - 1476 - 1477 - 1478 - 1479    |
| Décennies de la santé et de la médecine : 1440 - 1450 - 1460 - 1470 - 1480 - 1490 - 1500 |

Cet article présente les faits marquants de l'année 1476 en santé et médecine.

## Événements
- À l'occasion de la bataille de Toro, Isabelle la Catholique crée le premier hôpital de campagne[1].
- Un hôpital et une école de médecine (shifâîyya madrasa) sont parmi les institutions charitables que fonde à Hérat, au Khorassan, le poète, philosophe et homme d'État Mir Alicher Navoï[2].
- Construction à Bergame, en Lombardie, de l'hôpital Saint-Marc, qui perdurera jusqu'en 1930[3].
- L'hôpital St. Magnus, qui sera encore en fonction en 1633, est mentionné à Halkirk, en Écosse[4].
- Un lazaret est établi à Marseille[5].
- Fondation par le cardinal della Rovere, légat d'Avignon, du collège du Roure, destiné à trente-six pauvres étudiants en droit et en médecine[6].
- Fondation de la Casa Hospital de la Misericordia à Séville en Andalousie[7].

## Publications
- Première édition de l'Articella, recueil de textes commentés au XIIe siècle par les maîtres de l'école de Salerne, ouvrage de référence pour l'enseignement de la médecine dans les universités européennes jusqu'au XVIe siècle[8].
- Première édition de l'Anathomia (1316) de Mondino de' Liuzzi (c. 1270-1326), chez Pierre Mauffer à Padoue[9].

## Naissance
- 1476 ou 1478 : Jérôme Fracastor (mort en 1553), philosophe, mathématicien, astronome, poète et médecin italien, auteur de divers traités de médecine, dont le De contagionibus, et contagiosis morbis, et eorum curatione, et le Syphilidis, sive de morbo gallico, sur les maladies contagieuses et sur la syphilis[10],[11].

## Décès
- 1476 au plus tard : Jean de Sepa (né à une date inconnue), médecin à Uzès[12].